# Haliya
Haliya – grupa bezrolnych robotników rolnych z zachodnich regionów Nepalu, tradycyjnie związana z systemem pracy przymusowej na rzecz właścicieli ziemskich. Choć w 2008 roku haliya oficjalnie ogłoszono wolnymi, wielu z nich nadal żyje w warunkach niewolniczych z powodu braku innych źródeł utrzymania i niemożności spłaty zadłużenia. Według raportu MOP z 2013 roku, 94% gospodarstw haliya i pokrewnych grup pracuje w warunkach pracy przymusowej. Pomimo formalnego uwolnienia, wielu członków tej grupy pozostaje w sytuacji zależności ekonomicznej i społecznej, co utrudnia ich faktyczną uwolnienie .